# 陈巧茹
陈巧茹（1967年2月—），本名陈巧缘，四川叙永人，中国川剧表演艺术家，一级演员，成都市川剧院常务副院长，中国戏剧梅花奖二度梅获得者。

## 生平
1979年考进四川省叙永县川剧团。1980年后师从张光茹，遂改名“巧茹”。